# Сясьстройский целлюлозно-бумажный комбинат
Сясьский целлюлозно-бумажный комбинат (СЦБК)  — предприятие целлюлозно-бумажной промышленности Российской Федерации. Расположен в городе Сясьстрое Ленинградской области.

## История
Сясьский целлюлозно–бумажный комбинат — один из первенцев отечественной целлюлозно-бумажной промышленности: 
- 1 октября 1923 года Петроградский совет рабочих и крестьянских депутатов предложил петроградскому бумажному тресту разработать проект строительства в Петроградской области целлюлозного завода.
- 25 февраля 1925 года президиум Ленинградского областного совета народного хозяйства признал целесообразным строительство этого комбината на реке Сясь.
- В октябре 1925 года на месте соснового бора, в семи километрах от станции Лунгачи, ныне Октябрьской железной дороги, развернулась грандиозная по тому времени стройка.
- 18 июля 1926 года состоялась закладка будущего комбината — основного корпуса варочного цеха.
- В 1928 году была принята в эксплуатацию первая очередь комбината в составе древесно-подготовительного, кислотно-варочного, сушильно-бумажного цехов, ТЭС-1. А 3 ноября 1928 года были выпущены первые тонны небеленой сульфитной целлюлозы. Для производства целлюлозы на комбинате установлено 6 варочных котлов и два пресспата фирмы «Баннинг и Зейбольдт» (Германия) производительностью 100 тонн в сутки. Для производства оберточной бумаги из отходов сортирования целлюлозы в сушильно-бумажном цехе установлена бумагоделательная машина (БДМ) № 1 фирмы «Брудергауз» (Германия). Одновременно с освоением мощностей велось строительство второй очереди комбината. На момент пуска Сясьский ЦБК являлся крупнейшим в Советском Союзе и одним из крупнейших в Европе комбинатов по производству целлюлозы.
- В 1932 году был открыт отбельный цех.
- 1935 был годом основания предприятия по производству сульфитного спирта.[1]

### Военные годы
В годы Великой Отечественной войны СЦБК выполнял функции базы по ремонту военной техники. Весной 1942 года на основе лесопильного завода основана Сясьская судоверфь, на которой по заданию Госкомитета Обороны строились озёрные баржи для перевозки людей и грузов по Ладожскому озеру в период блокады Ленинграда. В работах принимали участие мастера деревянного судостроения и опытные плотники. На верфи имени Желябова в Ленинграде трудились 60 человек, а в Великом Устюге и Сухонском пароходстве — 50 специалистов. Кроме того, в посёлке Сясьстрой работали 900 женщин и подростков. Всего было построено 99 деревянных барж различного назначения. Также на весь период войны комбинат становится базой ремонта боевых машин и оружия по обеспечению войсковых частей Ленинградского флота.
Основное оборудование для производства целлюлозы было эвакуировано в тыл. Так, 3 сентября 1941 года был отправлен первый эшелон с оборудованием Сясьского ЦБК на Чепецкую эвако-базу в Кировскую область, город Кирово-Чепецк. А 10 сентября того же года ушли первые эшелоны с семьями сясьстройцев в Кировскую область. С первого и до последнего дня войны на комбинате работала ТЭС (Тепловая электростанция) – паровой котел и турбина на 1000 киловатт, лесной и древесно-подготовительный цеха малым потоком обеспечивали топливом паровой котел ТЭС.
На большинстве фронтах Великой Отечественной войны героически сражались работники комбината, многие из них дошли до Берлина. С фронтов не вернулись 1030 человек. Более 500 работников комбината за участие в этой войне и доблестный труд награждены высокими правительственными наградами. 
В октябре 1945 года произведена первая послевоенная варка. Страна получила от комбината первые тонны целлюлозы. 

### Послевоенный период
В послевоенные годы комбинат ежегодно увеличивает производительность и наращивает производство.
- 1951 г. — Построен и пущен цех улавливания волокон.
- 1952 г. — Запущен первый в Союзе цех по производству ванилина.
- 1953 г. — Запущен цех изоплит.
- 1961 г. — Сдан в эксплуатацию новый отбельный цех.
- 1963 г. — Начал работу дрожжевой цех.
- 1964 г. — Построена новая топливоподача.
- С 1968 по 1970 годы – по проекту расширения и реконструкции введен в эксплуатацию комплекс фабрик по производству санитарно-бытовых бумаг и изделий гигиенического назначения, ТЭС с тремя паровыми котлами, шлифовальный цех, типография, ремонтно-механический цех, станция биологической очистки промстоков, выпарной цех. Впервые в СССР началось производство туалетной бумаги.

Следующим этапом развития было строительство в 1977 г. комплекса по выпуску коробочного картона.
- С 1993 по 1994 годы были введены в эксплуатацию варочный котёл №7 из биметалла и котёл №1 из монометалла.

### Настоящее время
В состав комбината входят:
- Лесозаготовительное хозяйство по приемке, хранению и переработке древесины в объемах: хвойной древесины до 700 тысяч м3/год, лиственной древесины до 300 тысяч м3/год;
- Сульфит-целлюлозное производство мощностью 120 тысяч тонн по варке;
- Древесно-массный цех по выпуску химико-механической массы из осиновой щепы в объеме 50 тысяч тонн в год;
- Производство санитарно-бытовой и гигиенической бумаги мощностью 65,5 тысяч тонн в год и изделий из неё: бумага туалетная – 170 млн. рулонов в год, салфетки бумажные – 11 млн. пачек в год, ролевые полотенца – 5 млн. рулонов в год.
- Производство биохимической переработки сульфитных щелоков в кормовые дрожжи и технические лигносульфонаты.